# Waterfall Lake
Der Waterfall Lake (englisch für Wasserfallsee) ist ein kleiner See an der Ingrid-Christensen-Küste des ostantarktischen Prinzessin-Elisabeth-Lands. In den Vestfoldbergen liegt er im Zentrum der Breidnes-Halbinsel unterhalb eines steilen Kliffs, über das er mit Schmelzwasser gespeist wird. 
Das Antarctic Names Committee of Australia benannte ihn nach einem Wasserfall, über den der See zum Lake Hand abfließt.